# Gaetano Braga
Gaetano Braga est un violoncelliste et un compositeur romantique italien, né le 9 juin 1829 à Giulianova et mort le 21 novembre 1907 à Milan.

## Biographie
Gaetano Braga est né à Giulianova et très jeune a montré une vraie passion pour la musique. Il a étudié à Naples, où il a eu comme enseignant Saverio Mercadante. À 14 ans, il a décidé de se consacrer à l'étude du violoncelle, instrument avec lequel il s'est produit en concert dans toute l'Europe, jouant dans de nombreuses villes allemandes, à Vienne, Paris, ainsi qu'à Florence. Il a passé la  majeures partie de sa vie à Paris et à Londres.
Comme compositeur, il a obtenu ses meilleurs succès avec les opéras Il ritratto, Reginella et Caligola.
Retourné à Milan, il y a composé un Ruy Blas, d'après Victor Hugo, qui n'a jamais été représenté parce que la jury du théâtre de la Scala lui a préféré l'opéra homonyme de Filippo Marchetti.
Sa Leggenda Valacca (en anglais Angel's Serenade) écrite pour voix avec violoncelle obligato est devenue très populaire et a connu de nombreux arrangements.
Braga est mort à l'âge de 78 ans à Milan.
La maison où il est né se trouve sur le cours Garibaldi et a été transformée aujourd'hui en un musée consacré à la vie du compositeur.

## Œuvres
Gaetano Braga a écrit pour son instrument (2 concertos, un quintette, des œuvres pour violoncelle et piano) ainsi que des opéras.

### Opéras
- Alina ou La spregiata, livret de Leone Emanuele Bardare (Naples, Teatro del Fondo, 26 juillet 1853)
- Estella di San Germano, livret de Achille De Lauzières (Vienne, Kärntnertortheater, 29 mai 1857)
- Il ritratto, livret de Achille De Lauzières (Naples, théâtre privé du Comte de Siracuse, 6 mars 1858)
- Margherita la mendicante, livret de Francesco Maria Piave (Paris, théâtre des Italiens, 2 janvier 1860)
- Mormile, livret de Francesco Maria Piave (Milan, théâtre de la Scala, 4 février 1862)
- Gli avventurieri, livret de Antonio Ghislanzoni (Milan, théâtre de Santa Radegonda, 30 octobre 1867)
- Ruy Blas, livret de Giovanni Peruzzini, puis remanié par Antonio Ghislanzoni (Milan, 1865 - non représenté)
- Reginella, livret de Antonio Ghislanzoni (Lecco, Teatro Sociale, 16 septembre 1871)
- Caligola, livret de Antonio Ghislanzoni (Lisbonne, théâtre São Carlos, 22 janvier 1873)

### Romances de salon

#### Recueils
- Six mélodies, dédiées à Pauline Viardot
  - À une fleur, texte d'Alfred de Musset
  - Mandoline, texte de Eugene Bercioux
  - Ninon, texte d'Alfred de Musset
  - À quoi bon entendre, texte de Victor Hugo
  - Adieux à Suzon, texte d'Alfred de Musset
  - L'infinito, texte de Giacomo Leopardi
- Mélodie, dédiée à Adelaide Borghi-Mamo
  - I giuramenti
  - L'invito, texte de Giuseppe Torre
  - L'anello, il rosario e la ciarpa, texte de Marco Marcelliano Marcello
  - Mergellina, texte de Giuseppe Torre
  - La Serenata ou Leggenda Valacca, texte de Marco Marcelliano Marcello (mentionné dans une des lettres d'Anton Tchekhov)
  - Nellina, texte d'Achille de Lauzières
- Notti Lombarde, dédiées à la marquise Cristina Stampa di Soncino Morosini
  - La Zingara e la Fanciulla
  - Io son passata a casa del mio bene
  - Non mi toccate
  - Tempesta
  - Fuggiam
  - Non contemplare, o vergine

#### Romances isolées
- Il canto della ricamatrice, texte d'Antonio Fogazzaro
- Le vase brisé, texte de Sully-Prudhomme
- Nella notte, texte de Netti
- Non ti fidar, texte anonyme